# Municipio 5 Deep River
El municipio 5 Deep River (en inglés: Township 5, Deep River) es un municipio ubicado en el  condado de Moore en el estado estadounidense de Carolina del Norte. En el año 2010 tenía una población de 409 habitantes.

## Geografía
El municipio 5 Deep River se encuentra ubicado en las coordenadas 35°28′9.66″N 79°24′4.65″O / 35.4693500, -79.4012917.